# Місячний всюдихід
Lunar Terrain Vehicle (LTV) — це негерметичний місяцехід, розроблений NASA, яким космонавти можуть керувати на поверхні Місяця у скафандрах. Розробка LTV є частиною програми NASA Артеміда, яка передбачає повернення астронавтів на Місяць, зокрема на південний полюс Місяця, до 2026 року, але LTV не полетить до Артеміда-5 не раніше 2030 року. LTV стане першим місяцеходом з екіпажем, розробленим NASA з часів використання Lunar Roving Vehicle під час програми Apollo. Він зможе безперервно працювати до 8 годин, здійснювати експедиції на 20 кілометрів і переживати місячні ночі.

## Історія
6 лютого 2020 року NASA опублікувало заяву із запитом на відгуки галузі щодо відповідних найсучасніших комерційних технологій і стратегій для нового місячного транспортного засобу. NASA також заявили в запиті, що вони хочуть, щоб новий LTV ґрунтувався на останніх інноваціях у накопиченні та управлінні енергією електромобілів, автономному водінні та стійкості до екстремального навколишнього середовища."
31 серпня 2021 року NASA опублікувало ще один запит до приватних компаній щодо додаткової інформації щодо підходів і рішень для транспортного засобу для транспортування астронавтів Артеміда навколо південного полюса Місяця . NASA також запитали, чи зацікавлені американські компанії в наданні LTV як комерційної послуги або як продукту, який NASA придбали б і яким би володіли.
2 листопада 2022 року NASA опублікували проект запиту пропозицій (RFP) щодо LTV як послуги (LTVS). Проект був відкритий для відгуків до 1 грудня 2022 року із запланованою датою публікації остаточного запиту пропозицій 8 лютого 2023 року, датою подання пропозицій приблизно через 30 днів і очікуваною датою укладання контракту 19 липня 2023 року або близько цієї дати.
27 січня 2023 року NASA опублікували оновлену інформацію про те, що очікується, що остаточний випуск LTVS RFP буде відкладено не пізніше 26 травня 2023 року. 26 травня 2023 року NASA офіційно оприлюднили свій запит на послуги для Lunar Terrain Vehicle з пропозиціями, які мають бути подані 10 липня 2023 року, а укладання контракту заплановане на листопад 2023 року. 30 жовтня 2023 року NASA відклали укладання контракту до 31 березня 2024 року, щоб дати додатковий час для оцінки пропозицій.
3 квітня 2024 р. NASA офіційно оголосило, що Intuitive Machines, Lunar Outpost і Venturi Astrolab будуть трьома компаніями, які будуть розвивати LTV в рамках 12-місячної фази техніко-економічного обґрунтування та демонстрації.

### Пропозиції
Після першого запиту NASA було оприлюднено п'ять пропозицій щодо місячного транспортного засобу.
- 26 травня 2021 року Lockheed Martin і General Motors оголосили, що об'єднаються для розробки місячного транспортного засобу (LTV) для NASA, здатного перевозити астронавтів поверхнею Місяця.[10] 5 квітня 2022 року компанія MDA Ltd. оголосила, що співпрацюватиме з Lockheed Martin і General Motors, щоб інтегрувати комерційну технологію робототехніки MDA на їхні заплановані транспортні засоби на Місяці, призначені для людей.[11] 20 липня 2022 року Goodyear оголосила, що приєднається до Lockheed Martin і General Motors і розробить шини для LTV на основі своєї передової технології безповітряних шин.[12]
- 16 листопада 2021 року компанія Northrop Grumman оголосила, що об'єднає зусилля з AVL, Intuitive Machines, Lunar Outpost і Michelin для розробки місячного транспортного засобу (LTV) для транспортування астронавтів NASA Артеміда навколо поверхні Місяця.[13]
- 7 квітня 2022 року компанія Teledyne Brown Engineering оголосила, що очолить команду, до якої входять Sierra Space і Nissan North America, для розробки місячного транспортного засобу з екіпажем (LTV), який підтримуватиме майбутні дослідження Місяця.[14] 22 вересня 2022 року Teledyne оголосила, що Bridgestone також приєднається до її команди та надасть шини для LTV.[15]
- 31 березня 2023 року Astrolab Inc. оголосила, що планує запропонувати свій місяцехід FLEX (Flexible Logistics and Exploration) для майбутнього конкурсу LTV.[16]
- 17 квітня 2023 року Leidos і NASCAR оголосили, що співпрацюватимуть у сферах швидкості, безпеки та надійності для розробки місячного транспортного засобу (LTV) для NASA.[17]

## Плани
Наразі NASA планує запустити місячний всюдихід на кораблі Артеміда 5, який, як очікується, буде запущений не раніше березня 2030 року.